# وینر (آلمان)
وینر (به آلمانی: Weener) شهری در ایالت نیدرزاکسن در کشور آلمان است.